# 蛇窪號誌站

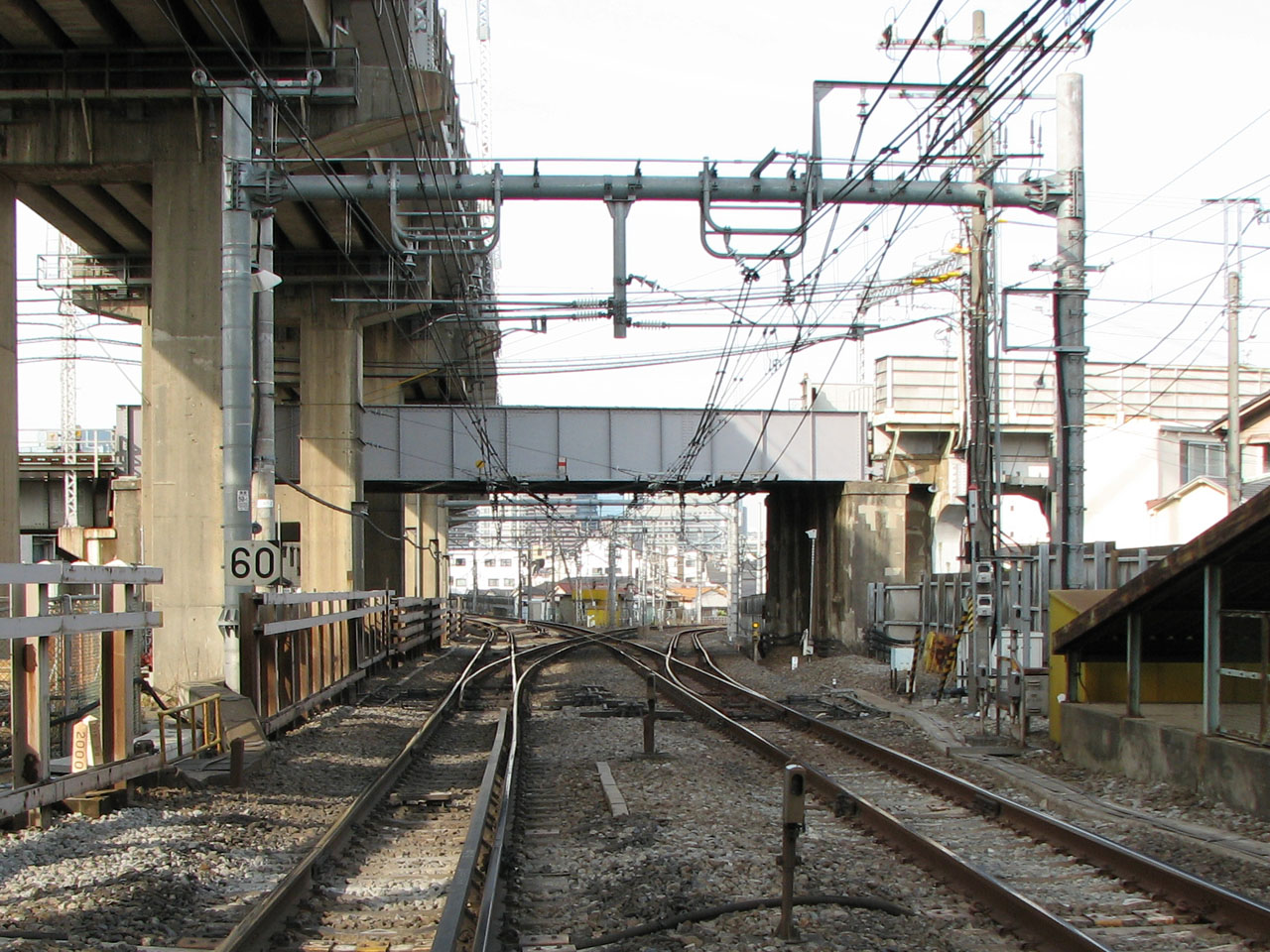
自西大井側拍攝的蛇窪號誌站
前方左邊是往東京的品鶴線
前方右邊是往新宿的山手貨物線
上方通過的是東急大井町線
最上方的高架路段是東海道新幹線

蛇窪號誌站（日语：／ Hebikubo shingōjō */?）是日本國有鐵道東海道本線（通稱品鶴線）和山手貨物線（通稱大崎支線）的號誌站，位於東京都品川區西品川一丁目。1965年被廢除，併入大崎站的管轄範圍。但號誌站被廢除後協調列車運行的重要設備並沒有拆除，因此現時列車運行圖表和車掌使用的路線卡仍以原名紀錄此號誌站。

## 構造
品川站向西大井站方向約3.1km（舊目黑川號誌站1.8km）。品鶴線向西大井方向望，橫須賀線列車走行於品鶴線，湘南新宿線之列車走行的大崎支線左側合流。品鶴線、大崎支線複線，本設備平面交差合流，西大井→大崎方向之列車與品川→西大井方向的列車互相的運轉支障（不能同時通行）。解消這辦法是品鶴線與大崎站上行線建設短絡線的構想。

## 信號場周邊
東急大井町線近下神明站的線路在號誌站的正上方通過。

## 歷史
- 1934年（昭和9年）12月1日：大崎支線開通時開設。
- 1965年（昭和40年）7月：廢除，併入大崎站。

## 相鄰設施
東日本旅客鐵道
東海道本線（品鶴線）
品川－（舊目黑川號誌站）－舊蛇窪號誌站－西大井
山手線（大崎支線）
大崎－舊蛇窪號誌站－西大井